# ديو المشاهير (الموسم الرابع)
ديو المشاهير الموسم الرابع هو موسم الرابع من النسخة العربية للبرنامج العالمي Celebrity Duets  في حلّة متجدّدة على شاشة إم تي في لبنان و إم بي سي 4 13 نجماً سيجتمعون، ابتداءً من مساء الأحد الثامن من تشرين الثاني، في ديكورٍ وعروضٍ وإخراجٍ مبهر من توقيع كميل طانيوس، بمواكبة فريق إعداد يملك خبرة وبصمات في أكثر من عمل تلفزيوني حقّق شهرة عربيّة واسعة. علماً أنّ ضيوف الحلقة الأولى من البرنامج هم الفنّانون: شمس الأغنية اللبنانيّة نجوى كرم، أيمن زبيب، عامر زيّان، بريجيت ياغي وأنطوني توما.
ويتنافس نجوم البرنامج أسبوعياً في الغناء إلى جانب أهم النجوم المحترفين، للحصول على جوائز ماليّة تصاعديّة، تُمنح للجمعيّات الخيريّة التي يختارونها. وعند نهاية كلّ «ديو» غنائي، تبدي لجنة التحكيم رأيها بالغناء، أما عمليّة الاستبعاد، فتقع على عاتق الجمهور المشاهد وحده، من خلال التصويت بالرسائل القصيرة.

## عودة البرنامج
بعد غيابٍ دام أكثر من ثلاث سنوات عن الشاشات العربية، تستعدّ إحدى القنوات اللبنانية، بحسب معلومات أكيدة حصلت عليها نواعم من مصدر موثوق، لبدء عرض موسم جديد من برنامج «ديو المشاهير»، وهو سيكون الرابع له في العالم العربي. عودة مرتقبة للبرنامج وفي التفاصيل التي حصلنا عليها، أنّ المحطة التلفزيونية التي دخلت أخيراً إلى سوق المنافسة في برامج الهواة والترفيه العربية، بالشراكة مع محطات خليجية ومصرية، ترمي اليوم لإعادة تقديم أحد أكثر البرامج متابعةً في العالم العربي، الذي قدّمته المنتجة اللبنانية رولا سعد ومحطّة LBC في ثلاثة مواسم، قدّمت أوّلها ملكة جمال لبنان دينا عازار، وآخرها المذيعة اللبنانية هيلدا خليفة، في وقتٍ كانت فيه بعض المصادر تُشير إلى تقديم موسم رابع منذ سنوات على الشاشة نفسها، ولكنّ انسحاب المنتجة من ميدان الإنتاج التلفزيوني حال دون ذلك.

## تقديم البرامج
في هذا الموسم من برنامج ديو المشاهير ستقوم بتقديمه النجمة اللبنانية أنابيلا هلال استبدالا عن هيلدا خليفة و دينا عازار.بعدما لاقت نجاحاً في المواسم الثلاثة من برنامج «أراب أيدول» الذي تعرضه قناة mbc. لكنّ خلافاً وقع بين «وصيفة ملكة جمال لبنان 2005» والشبكة السعودية حال دون الاتفاق على الموسم الرابع والمنتظر من «أراب آيدول». ورغم أن mbc عادت أخيراً وحاولت التواصل مع أنابيلا لعودة المياه إلى مجاريها، إلا أنه يبدو أن الاتفاق لن يتمّ وستجري الرياح بعكس ما تشتهي القناة. إذ تبحث أنابيلا عن فرصة لها على شاشة لبنانية تعزّز مكانتها في التقديم، فعرضت عليها mtv برنامج «ديو المشاهير» الذي تعلّل عليه المحطة برمجتها للخريف. ومن المتوقع أن تُعلن أنابيلا قريباً عن خطوتها المقبلة.المقدّمة شاشة إم بي سي.

## لجنة التحكيم
تتألف لجنة تحكيم البرنامج من الفنّان أسامة الرحباني، الملحن طارق أبو جودة والإعلاميّة منى أبو حمزة. وبذلك، تلتقي وراء طاولة اللجنة قساوة أسامة، الذي يعتمد الأسلوب المباشر واللاذع في الانتقاد، وطرافة طارق الذي يملك أسلوباً فريداً في التعبير عن رأيه، ولباقة منى التي ستكون، بالتأكيد، صديقة النجوم المشاركين.

## النجوم المشتركين
يتنافس نجوم البرنامج أسبوعياً في الغناء إلى جانب أهم النجوم المحترفين، للحصول على جوائز ماليّة تصاعديّة، تُمنح للجمعيّات الخيريّة التي يختارونها. وعند نهاية كلّ «ديو» غنائي، تبدي لجنة التحكيم رأيها بالغناء، أما عمليّة الاستبعاد، فتقع على عاتق الجمهور المشاهد وحده، من خلال التصويت بالرسائل القصيرة.
| الفنان       | العمل             |
| ------------ | ----------------- |
| لورين قديح   | ممثلة             |
| سنا نصر      | مذيعة             |
| جوي كرم      | ممثلة             |
| رولا شامية   | ممثلة             |
| شكران مرتجى  | ممثلة             |
| سينتيا خليفة | ممثلة.مقدمة برامج |
| أنطوان الحاج | طباخ              |
| معز التومي   | ممثل مقدم برامج   |
| طوني عيسى    | ممثل              |
| ميشال قزي    | إعلامي            |
| وسام صليبا   | ممثل              |
| باسم ياخور   | ممثل              |
| إدوارد       | ممثل              |

## ضيوف الحلقات
ضيوف الحلقات  البرنامج هم الفنّانون: شمس الأغنية اللبنانيّة نجوى كرم، أيمن زبيب، عامر زيّان، بريجيت ياغي. وأنطوني توما.هيفاء وهبي.رامي عياش.وائل جسار.نوال زغبي.مايا دياب و غيرهم.
| الحلقة | الفنان                                                                     |
| ------ | -------------------------------------------------------------------------- |
| 1      | نجوى كرم . بريجيت ياغي .عامر زيان . أنطوني توما .أيمن زبيب                 |
| 2      | ميشال قزي (مغني) . ميليسا (مغنية) . سارة الهاني . فارس كرم .ليانا أوساليفا |
| 3      | ملحم زين . دينا حايك . زياد برجي خوسيه إفالونديس                           |
| 4      | رامي عياش . شذى حسون . فادي حرب . منال ملاط                                |
| 5      | غسان صليبا . باسكال مشعلاني . نادر الأتات . ليا مخول                       |
| 6      | ديانا حداد .جو أشقر .ماريتا حلاني . غريس فخري                              |
| 7      | يارا (مغنية) . ناجي إسطا • فادي أندراوس                                    |
| 8      | نوال الزغبي . سعد رمضان . لاتويا                                           |
| 9      | عاصي الحلاني . مروان الشامي . غريس أشقر                                    |
| 10     | وائل جسار . رويدا عطية . إنغريد نقور                                       |
| 11     | مايا دياب . عصام كاريكا . جاد نخلة . لارا مطر                              |
| 12     | كارول سماحة يوري مرقدي سيندا                                               |
| 13     | نانسي عجرم • جوزيف عطية•                                                   |

## الحلقات
| الفنان       | العمل               | التبرع لصالح                 | الأرباح    | الوضع في السباق                                    | ضيوف السهرة                                                         |
| ------------ | ------------------- | ---------------------------- | ---------- | -------------------------------------------------- | ------------------------------------------------------------------- |
|              |                     |                              |            | المركز الأول الفائزة بالسباق                       |                                                                     |
|              |                     |                              |            | المركز الثاني حاصل على المركز الثاني               |                                                                     |
|              |                     |                              |            | المركز الثالث حاصل على المركز الثالث               |                                                                     |
| إدوارد       | ممثل                | جمعية جذور                   | 9000 دولار | المركز الرابع خرج في السهرة العاشرة                | كارول سماحة . يوري مرقدي . سيندا                                    |
| رولا شامية   | ممثلة               | دار العجز الماروني           | 8000 دولار | المركز الرابع خرج في السهرة الحادية عشر            | مايا دياب . جاد نخلة . عصام كاريكا • لارا إسكندر                    |
| معز التومي   | ممثل                |                              | 7000 دولار | المركز الخامس خرج في السهرة العاشرة                | وائل جسار . رويدا عطية . إنغريد نقور                                |
| أنطوان الحاج | طباخ                |                              | 6000 دولار | المركز الخامس خرج في السهرة التاسعة                | عاصي الحلاني . مروان الشامي . غريس أشقر                             |
| لورين قديح   | ممثلة سينمائية      |                              | 4500 دولار | المركز السابع خرج في السهرة السابعة                | يارا (مغنية) . ناجي إسطا . فادي أندراوس                             |
| باسم ياخور   | ممثل                | جمعية خطوة                   | 4000 دولار | المركز الثامن خرج في السهرة السادسة                | ديانا حداد .جو أشقر .ماريتا حلاني . غريس فخري                       |
| سنا نصر      | مذيعة و إعلامية     | جمعية أبعاد                  | 3500 دولار | المركز التاسع خرج في السهرة الخامسة                | غسان صليبا - باسكال مشعلاني - نادر الأتات - ليا مخول                |
| سينتيا خليفة | ممثلة و مقدمة برامج | جمعية سفينة                  | 3000 دولار | المركز العاشر خرج في السهرة الرابعة                | رامي عياش - شذي حسون - فادي حرب - منال ملاط                         |
| ميشال قزي    | مذيع                | مؤسسة الصليب الأحمر اللبناني | 2500 دولار | المركز الحادي عشر خرج في السهرة الثالثة 2015.11.22 | ملحم زين - دينا حايك - زياد برجي - خوسيه فيرنونديز                  |
| جوي كرم      | ممثلة               | جمعية إبتسامة                | 2000 دولار | المركز الثاني عشر خرج في السهرة الثانية 2015.11.15 | سارة الهاني - ميليسا - ميشال قزي (مغني) - فارس كرم - ليانا أوساليفا |